# پیتر کراوزه
پیتر کراوزه (انگلیسی: Peter Krause؛ زاده ۱۲ اوت ۱۹۶۵) بازیگر اهل ایالات متحده آمریکا است. وی از سال ۱۹۸۷ میلادی تاکنون مشغول فعالیت بوده‌است.
از فیلم‌هایی که وی در آن نقش داشته است، می‌توان به شب‌زنده‌داران، نمایش ترومن، شش فوت زیر زمین، حیوان‌صفت و ما دیگر اینجا زندگی نمی‌کنیم اشاره کرد.